# Tetraommatus similis
Tetraommatus similis är en skalbaggsart som beskrevs av Francis Polkinghorne Pascoe 1869. Tetraommatus similis ingår i släktet Tetraommatus och familjen långhorningar. Inga underarter finns listade i Catalogue of Life.